# Шарлинце (Лесковац)
Шарлинце је насељено место града Лесковца у Јабланичком округу. Према попису из 2022. било је 624 становника (према попису из 2002. било је 854 становника).

## Демографија
У насељу Шарлинце живи 665 пунолетних становника, а просечна старост становништва износи 39,8 година (39,2 код мушкараца и 40,4 код жена). У насељу има 227 домаћинстава, а просечан број чланова по домаћинству је 3,76.
Ово насеље је углавном насељено Србима (према попису из 2002. године), а у последња три пописа, примећен је пад у броју становника.
|  |

| Демографија | Демографија | Демографија |
| Година      | Становника  | Становника  |
| ----------- | ----------- | ----------- |
| 1948.       | 790         |             |
| 1953.       | 881         |             |
| 1961.       | 921         |             |
| 1971.       | 958         |             |
| 1981.       | 950         |             |
| 1991.       | 944         | 936         |
| 2002.       | 854         | 869         |
| 2011.       | 774         |             |
| 2022.       | 624         |             |

| Етнички састав према попису из 2002.‍ | Етнички састав према попису из 2002.‍ | Етнички састав према попису из 2002.‍ | Етнички састав према попису из 2002.‍ | Етнички састав према попису из 2002.‍ |
| ------------------------------------ | ------------------------------------ | ------------------------------------ | ------------------------------------ | ------------------------------------ |
|                                      |                                      |                                      |                                      |                                      |
| Срби                                 | Срби                                 |                                      | 767                                  | 89,81%                               |
| Роми                                 | Роми                                 |                                      | 86                                   | 10,07%                               |
| непознато                            | непознато                            |                                      | 0                                    | 0,0%                                 |

| Година пописа     | 1948. | 1953. | 1961. | 1971. | 1981. | 1991. | 2002. |
| ----------------- | ----- | ----- | ----- | ----- | ----- | ----- | ----- |
| Број домаћинстава | 115   | 144   | 174   | 200   | 232   | 238   | 227   |

| Број чланова      | 1  | 2  | 3  | 4  | 5  | 6  | 7 | 8 | 9 | 10 и више | Просек |
| ----------------- | -- | -- | -- | -- | -- | -- | - | - | - | --------- | ------ |
| Број домаћинстава | 32 | 46 | 35 | 31 | 34 | 30 | 8 | 7 | 1 | 3         | 3,76   |

| Пол    | Укупно | Неожењен/Неудата | Ожењен/Удата | Удовац/Удовица | Разведен/Разведена | Непознато |
| ------ | ------ | ---------------- | ------------ | -------------- | ------------------ | --------- |
| Мушки  | 361    | 76               | 240          | 34             | 11                 | 0         |
| Женски | 340    | 35               | 240          | 61             | 4                  | 0         |
| УКУПНО | 701    | 111              | 480          | 95             | 15                 | 0         |

| Пол    | Укупно                    | Пољопривреда, лов и шумарство | Рибарство                            | Вађење руде и камена | Прерађивачка индустрија       |
| ------ | ------------------------- | ----------------------------- | ------------------------------------ | -------------------- | ----------------------------- |
| Мушки  | 120                       | 29                            | 0                                    | 0                    | 21                            |
| Женски | 30                        | 19                            | 0                                    | 0                    | 3                             |
| УКУПНО | 150                       | 48                            | 0                                    | 0                    | 24                            |
| Пол    | Производња и снабдевање   | Грађевинарство                | Трговина                             | Хотели и ресторани   | Саобраћај, складиштење и везе |
| Мушки  | 1                         | 39                            | 6                                    | 1                    | 5                             |
| Женски | 0                         | 1                             | 1                                    | 0                    | 1                             |
| УКУПНО | 1                         | 40                            | 7                                    | 1                    | 6                             |
| Пол    | Финансијско посредовање   | Некретнине                    | Државна управа и одбрана             | Образовање           | Здравствени и социјални рад   |
| Мушки  | 0                         | 0                             | 8                                    | 1                    | 2                             |
| Женски | 0                         | 0                             | 0                                    | 3                    | 2                             |
| УКУПНО | 0                         | 0                             | 8                                    | 4                    | 4                             |
| Пол    | Остале услужне активности | Приватна домаћинства          | Екстериторијалне организације и тела | Непознато            | Непознато                     |
| Мушки  | 0                         | 0                             | 0                                    | 7                    | 7                             |
| Женски | 0                         | 0                             | 0                                    | 0                    | 0                             |
| УКУПНО | 0                         | 0                             | 0                                    | 7                    | 7                             |